# Dona Bailey
Dona Bailey (* 1955 in Little Rock, Arkansas) ist eine US-amerikanische Informatikerin, Computerspieledesignerin und Hochschullehrerin.

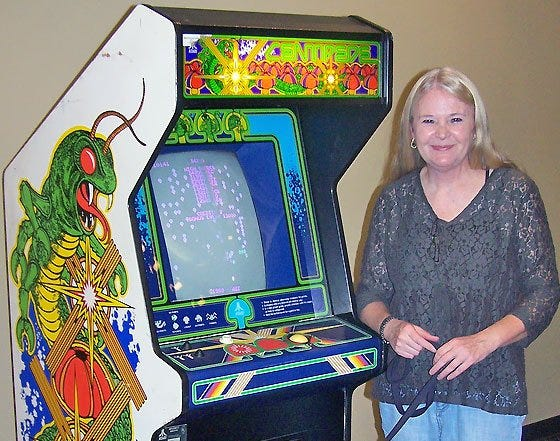
Dona Bailey

## Leben und Werk
Bailey studierte an der University of Arkansas in Little Rock mit dem Abschluss Master of Education. Sie wurde von General Motors als Programmiererin eingestellt und in Assembler-Programmierung ausgebildet. Sie arbeitete dort zwei Jahre lang an Displays und mikroprozessorbasierten Tempomatsystemen. Von 1980 bis 1982 arbeitete sie bei Atari als einzige Programmiererin in der Arcade-Abteilung. Hier entwickelte sie 1981 als Software-Ingenieur mit Ed Logg das Computerspiel Centipede, bei dem ein segmentiertes Insekt den Bildschirm herunterfiel, während der Spieler darauf schoss. Sie musste wie andere Programmierer in der damaligen Zeit Abhilfen für die begrenzten Speicher- und CPU-Zykluszeiten finden. Danach arbeitete sie bei Videa, später umbenannt in Sente Technologies, das drei ehemalige Atari-Mitarbeitern gegründet hatten. Bis zu ihrer Pensionierung lehrte sie als Professorin für Rhetorik und Schreiben an der University of Arkansas. 2007 war sie die Hauptrednerin bei der Women in Games International Conference.